# 48700 Hanggao
48700 Hanggao è un asteroide della fascia principale. Scoperto nel 1996, presenta un'orbita caratterizzata da un semiasse maggiore pari a 2,6271018 UA e da un'eccentricità di 0,0863347, inclinata di 15,00568° rispetto all'eclittica.